# Puigdàlber
Puigdàlber és un municipi de la comarca de l'Alt Penedès.
Escrit amb grafia fonètica Puigdalba, que va ser oficial, està documentat al segle xiv com Puig Alber. El topònim és una contracció de «puig de l'àlber».

## Geografia
- Llista de topònims de Puigdàlber (Orografia: muntanyes, serres, collades, indrets..; hidrografia: rius, fonts...; edificis: cases, masies, esglésies, etc).

Amb només 0,40 km², és el municipi més petit de Catalunya. Situat a la fossa del Penedès, és drenat per les rieres del Romaní i de la Serra, afluent de la riera de Sant Sebastià dels Gorgs.
Pertanyen al seu nucli urbà els barris de l'Empalme, Bellavista i de Mas Morer -actualment segregat del municipi del Pla del Penedès i annexat definitivament a Puigdàlber- així com les cases del Gorner.
L'extensió del conreu de la vinya al Penedès en va afavorir el creixement.

## Demografia
| Entitat de població | Habitants (2023) |
| Puigdàlber          | 533              |
| Bellavista          | 19               |
| el Gorner           | 19               |
| Font: Idescat       |                  |

| 1497 f | 1515 f | 1553 f | 1717 | 1787 | 1857 | 1877 | 1887 | 1900 | 1910 |
| ------ | ------ | ------ | ---- | ---- | ---- | ---- | ---- | ---- | ---- |
| -      | -      | 5      | 60   | 123  | 284  | 340  | 370  | 402  | 399  |

| 1920 | 1930 | 1940 | 1950 | 1960 | 1970 | 1981 | 1990 | 1992 | 1994 |
| ---- | ---- | ---- | ---- | ---- | ---- | ---- | ---- | ---- | ---- |
| 373  | 406  | 367  | 358  | 348  | 366  | 305  | 302  | 303  | 303  |

| 1996 | 1998 | 2000 | 2002 | 2004 | 2006 | 2008 | 2010 | 2012 | 2014 |
| ---- | ---- | ---- | ---- | ---- | ---- | ---- | ---- | ---- | ---- |
| 319  | 319  | 333  | 348  | 389  | 377  | 489  | 522  | 535  | 532  |

| 2016 | 2018 | 2020 | 2022 | 2024 | 2026 | 2028 | 2030 | 2032 | 2034 |
| ---- | ---- | ---- | ---- | ---- | ---- | ---- | ---- | ---- | ---- |
| 512  | 518  | 524  | 555  | 629  | -    | -    | -    | -    | -    |